# Filmstjärna (samlarbild)

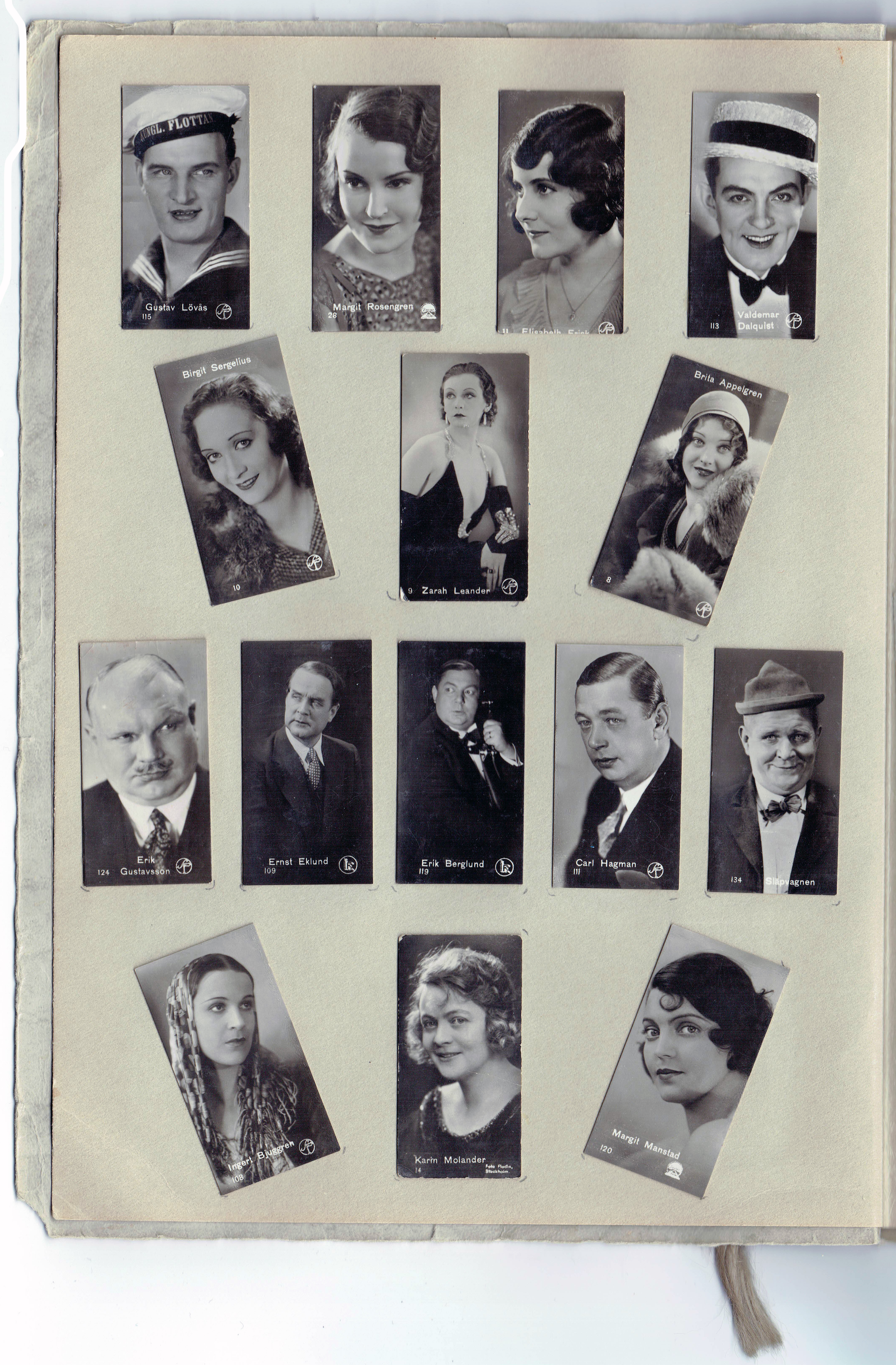
Blad ur samlaralbum med filmisar utgivna av Svensk Filmindustri på 1930-talet.

Filmstjärna, även filmstjärnekort och filmisar, är små samlarbilder på populära filmstjärnor. Det var små kort där skådespelaren var avbildad tillsammans med vederbörandes namn. Filmstjärnekort var mycket populära mellan 1930- och 1960-talet men de har emellanåt även återkommit i olika perioder under senare tid.
Det finns många olika serier med filmstjärnekort. Mer än 100 serier gavs ut bara i Sverige. 
Utöver filmbilder finns även samlarbilder med andra kända personer som idrottsstjärnor men även hela serier med bilar och motorcyklar och serier med tecknade figurer som Familjen Flinta.
Filmstjärnekort är även huvudtemat i långfilmen Lilla Jönssonligan och cornflakeskuppen (1996), där Lilla Jönssonligan tar sig in i cornflakesfabriken för att få tag på de filmstjärnekort som följer med cornflakespaketen.
Den första svenska boken om filmstjärnekort publicerades år 2018, En värld av filmisar! av Bo Öfwerlund. En uppföljare utkom 2020, med titeln Mera filmisar!.